# Eutimio Martino
Eutimio Martino Redondo (Vierdes, León; 5 de mayo de 1925) es un sacerdote jesuita, escritor, poeta, traductor e historiador español, exprofesor de la Universidad Pontificia de Comillas.

## Biografía
Cursa su educación primaria en la escuela local entre 1930 y 1937.
 Por su inteligencia y buena disposición para el estudio, con doce años sus padres lo envían al colegio que la Compañía de Jesús tenía en el Monasterio de San Zoilo, en Carrión de los Condes. Ingresa en la Compañía en 1941 y realiza el noviciado hasta 1943 en el Colegio de San Estanislao, en Salamanca, donde también estudia humanidades y ciencias hasta 1947. Durante este período, se establecen las sólidas bases que le van a permitir en el futuro investigar y ahondar en las fuentes clásicas. Aprende griego y latín como materias fundamentales, lo que le permite leer y traducir a Homero, a Demóstenes, a Virgilio, a Cicerón y a otros muchos autores clásicos.
En 1950, se licencia en filosofía en la Universidad Pontificia de Comillas, y durante el curso 1950-51, realiza prácticas de Enseñanza Secundaria en el Colegio Apóstol Santiago, que la Compañía tiene en Vigo. Entre 1951 y 1953, antes de comezar los estudios en el extranjero, realiza de nuevo prácticas de Magisterio, esta vez en el Seminario Menor de Comillas. Se traslada a Alemania en 1953 para estudiar teología y perfeccionar el alemán. Cuatro años más tarde, obtiene la licenciatrua en Teología en la Facultad de Filosofía y Teología Sankt Georgen, en Fráncfort del Meno.  Un año antes, en 1956, es ordenado sacerdote en el Santuario de Loyola. Posteriormente, y para perfeccionar el inglés, reside en Dublín durante el curso 1957-58, donde estudia y realiza prácticas de espiritualidad. De la capital irlandesa, se traslada a París para realizar durante el curso siguiente estudios especiales de filosofía y literatura, y avanzar en su conocimiento del francés. Todo este aprendizaje en diversas universidades europeas le permite dominar varios idiomas: griego, latín, alemán, inglés, francés e italiano.
Regresa a España en 1959 y comienza a trabajar como profesor de humanidades en el Seminario Menor de Comillas, donde permanece hasta 1966. En este centro colabora en la revista Humanidades, que dirige durante algún tiempo. Uno de sus logros en esa época es la creación, la edición y el mantenimiento de Cuadernos de Humanidades. Revista didáctico-literaria para los profesores de Enseñanza Media durante los cursos 1964-65 y 1965-66. La revista estaba concebida para que los alumnos publicaran en ella, y dejó de editarse cuando él se trasladó como profesor a Salamanca, donde impartirá literatura latina y española en el Colegio Noviciado de San Estanislao y en la Universidad Pontificia durante el curso 1967-68. Ese año, se traslada a Madrid y cursa Filosofía y Letras en la Universidad Complutense, estudios que remata en 1973 con su tesis doctoral Aristóteles. El alma y la comparación, que la editorial Gredos publica en 1975 dentro de su colección Biblioteca hispánica de filosofía.
Durante el curso 1971-72, imparte en León lengua española en el recién creado COU-Intercolegial, que empezaba entonces en locales del colegio de las Dominicas de la Anunciata como oferta conjunta de los colegios leoneses de los Hermanos Maristas, de las Teresianas, las Carmelitas y los Jesuitas. Pocos años después, el centro se denomina ya COU-Intercolegial San José y ocupa locales del Seminario Diocesano. Allí, colabora como docente durante 1978.  Entre 1972 y 1979, es profesor adjunto de lengua y literatura latina e imparte cursos especiales de doctorado en la Facultad de Filosofía y Letras de la Universidad Pontificia de Comillas, cuyo traslado paulatino a Madrid se había iniciado en 1969.
En 1979, solicita su excedencia como profesor para poder dedicarse por completo a la investigación de la historia leonesa. Al año siguiente, publica La montaña de Valdeburón. Biografía de una región leonesa y continúa las investigaciones que tendrán como resultado la publicación, en 1982, de Roma contra cántabros y astures. Reside en el colegio de León y enseña filosofía entre 1982 y 1995, año en el que se jubila de la enseñanza, pero no de investigar y trabajar en la toponimia y la hidronimia de los pueblos prerromanos del norte de España, labor a la que dedicará todas sus energías, y cuyo fruto, desde entonces, son más de una quincena de libros, además de un buen número de artículos y conferencias.
Desde 2007 y junto con Siro Sanz García, imparte ciclos anuales de conferencias desde la cátedra de Historia del Instituto Bíblico y Oriental, en Cistierna, para divulgar el conocimiento de la romanización y la cristianización de la Montaña oriental leonesa. Hasta el año 2016, los ciclos han sido los siguientes: La protohistoria de la Montaña oriental leonesa, La toponimia de los orígenes de la Montaña oriental leonesa (1 y 2), Romanización y cristianización de la montaña, Los orígenes de la Nación española: de los cántabros a Pelayo e Iglesias y monasterios en los orígenes de la Nación española.
Desde el 1 de septiembre de 2012, reside en la Casa de Ejercicios San Luis, que la Orden tiene en Villagarcía de Campos. El hecho de alejarlo de su zona de investigación y obligarle a mover todo el fondo documental que ha ido acumulando durante sus años de investigación le «destroza» y le «pulveriza», como él mismo confesó, pero de acuerdo con sus votos, obedece el mandato de sus superiores, toda vez que en el colegio de León ya no reside ningún jesuita de manera permanente, aunque sigue perteneciendo a la Orden.

## Comentario a su obra
Él mismo se define como aristotélico: «la felicidad reside en el placer de conocer». En todas sus publicaciones, y muy especialmente en las de carácter histórico, destacan el exhaustivo conocimiento que tiene del terreno que pisa y su solidísima preparación filológica, pues no solo conoce a fondo las fuentes publicadas al respecto, sino el terreno objeto de estudio. Sus trabajos «no son ocurrencias de una mañana de calor ni refritos de libros que están en las bibliotecas, son investigaciones de años, estudios hechos a conciencia».
Dentro de su obra, la poesía es la parte menos conocida, pero no la menos importante, aunque no haya tenido continuación desde los tiempos de su juventud y la primera etapa de su madurez. Muy influido por los clásicos, de los que es un buen conocedor (Grecia: orientaciones metodológias en torno a la Iliada y Homero; Roma: orientaciones metodológias en torno a la Eneida y Virgilio; La vida del campo. Antología poética grecolatina e hispánica), su poesía responde más a la necesidad de un desahogo interior que al ejercicio de su docencia; «¿Mi poética? Respondo: / poner el alma de fondo». Destaca por ser un trabajo de fina orfebrería y un ejercicio académico en absoluto exento de alma y pasión, lo cual se percibe de inmediato en unos versos que reflejan tanto el escenario exterior como el paisaje interior del poeta.
Como crítico y estudioso de la poesía, cabe destacar la colección de cuatro artículos que publicó en la revista Claraboya bajo el título Situación de la poesía. En ellos, defendía la esencia de la poesía como una tensión dialéctica entre dos extremos contrapuestos: conocer y ser. De esta forma, conseguía superar una de las dicotomías más polémicas de los años cincuenta del siglo XX mediante una síntesis conciliadora que ya aventuraban algunos autores de entonces (la poesía es primero un modo de conocimiento para después comunicar), al tiempo que señalaba una nueva oposición entre conocer y ser. Según él, estos dos extremos se hallan unidos en el poema: «la poesía auténtica ha de ser unión inefable entre el poeta y su objeto». Defendía, por tanto, la componente espiritual y formal de la poesía, es decir, el ser, idea que le alejaba de la opinión entonces dominante en ciertos ámbitos literarios.
Cuando en la década de 1970 los vecinos de Valdeburón le pidieron que escribiera una historia de su tierra, la antigua merindad de Valdeburón, se encontró con que lo poco que se había escrito sobre el tema no eran sino citas de citas, que había poca o ninguna investigación al respecto en las fuentes y que la historia de la conquista romana de la zona apenas se conocía. Tras seis años de trabajo, publicó La montaña de Valdeburón. Biografía de una región leonesa. Seducido desde entonces por esta parte de la historia antigua, consagró su tiempo y su inteligencia a investigar todo lo referente a la conquista romana, la romanización y la primera cristianización de la zona.
En 1982, publica su obra histórica más importante, Roma contra cántabros y astures, que ilumina lo que hasta entonces era un episodio oscuro y poco conocido: la conquista romana de los cántabros y los astures en tiempos de Augusto. En cuanto a las fuentes históricas, trabaja con muy pocas debido a la escasez de los datos conservados, lo que dificulta mucho el estudio de los hechos, y en lo que respecta a la toponimia, considera que este asunto es un «enigma compuesto por media docena de topónimos, algunos perfectamente oscuros, algunos aún irreconciliables, al parecer». No obstante, sus investigaciones arrojan luz sobre el tema y se apartan por completo del resto de autores, desde Mariana hasta Syme y Schulten. Su dedicación durante más de treinta años al estudio de las fuentes históricas, la toponimia y el trabajo de campo (uno de cuyos frutos es la colección de cuadernos de campo publicados bajo el título genérico La huella de las legiones) han dado como resultado un corpus teórico que cambia sustancialmente la idea que hasta el momento se tenía de la conquista romana del norte de España. En este sentido, y como experto en hidronimia, ha propuesto que el nombre de la ciudad de León, próxima a la confluencia del Bernesga y el Torío, no tiene su origen en la Legio VII Gemina, sino en un hidrónimo, opinión que no es el único en sostener. Es bien sabido que los celtas, como otros pueblos antiguos, nombraban los lugares próximos a los ríos con el término que utilizaban para denominar a todo el curso fluvial que ellos conocían. La zona cercana a la confluencia del Bernerga y el Torío, ocupada por la ciudad y sus arrabales, recibiría en aquel tiempo el nombre de Lena o Leio, de donde propone que deriva el actual nombre de la ciudad.
En referencia a Si yo tuviera pluma, Manuel Revuelta González, jesuita también y catedrático de Historia Contemporánea de la Universidad Pontificia de Comillas, profesor de la Universidad de Deusto y de la Universidad Complutense de Madrid, manifiesta que su trabajo no son divagaciones, sino investigaciones hechas con entusiasmo y cabeza, con conocimiento directo, no sólo de las fuentes escritas, sino de las tradiciones orales y del terreno que recorre palmo a palmo como parte de su trabajo de investigación.

## Reconocimientos y homenajes
Es miembro del Real Instituto de Estudios Asturianos, en cuyo Boletín ha publicado. El 27 de agosto de 1987, recibió en Riello, León, el premio del I Certamen Periodístico "César Morán" para la difusión de los valores omañeses.
Forma parte del Patronato de la Fundación El Arcediano, creada en 2008 en Oseja de Sajambre, una organización privada sin ánimo de lucro que tiene como objetivo trabajar con instituciones públicas y entidades privadas para buscar oportunidades y conseguir riqueza de manera sostenible, tanto en lo económico como en lo social. Su ámbito de actuación son los Picos de Europa, y especialmente los pueblos que forman parte del ayuntamiento: Oseja de Sajambre, Pío, Ribota, Soto  y Vierdes.
El 12 de febrero de 2010, la asociación leonesa Pro Monumenta le nombra socio honorario y le hace entrega de la medalla que le reconoce como Amigo del Patrimonio.
Con motivo del trigésimo aniversario de la primera edición de Roma contra cántabros y astures, la editorial Cultural Norte, la fundación El Arcediano y la Cátedra Promonumenta organizaron en el Seminario Mayor de León la presentación de la cuarta edición del libro y le tributaron un homenaje el 16 de noviembre de 2012.
En 2013, el Área de Historia Antigua de la Universidad de Murcia le dedica el número XXX de la revista Antigüedad y cristianismo. Monografías históricas sobre la antigüedad tardía, dirigida por el Dr. Antonino González Blanco, catedrático emérito de Antigüedad Tardía, bajo el título Toponimia e historia antigua. Homenaje al P. Eutimio Martino S. J. al cumplir sus 90 años. El citado volumen tiene más de cuatrocientas páginas y recoge textos del propio Martino junto a otros de varios historiadores y escritores que comentan su obra. Tras la edición de la obra en 2015 (para hacerla coincidir con su noventa cumpleaños), se sucedieron los homenajes y las presentaciones del citado volumen. Martino destacó la importancia de difundir los resultados de las investigaciones y de «aquello que se ha estudiado tan a fondo frente a una muralla de ignorancia o negligencia, para que salga a la luz en una presentación humana, lógica, digna».
El 15 de marzo de 2014, es homenajeado en un acto organizado por la editorial Cultural Norte en La Casa de León en Madrid, en el que intervinieron Alfonso Vives, Manuel Revuelta González, Miguel Díez y Juan Pedro Aparicio.
El 10 de marzo de 2015, el Estudio Teológico Agustiniano de Valladolid, sede en esta ciudad del Instituto Bíblico Oriental, le rindió un homenaje tras impartir la conferencia Historia, más que historia: Augusto, Pelayo, Cervantes, dentro del ciclo "Historia y cristianismo", organizado por el Instituto Bíblico y Oriental. Además de repasar su trayectoria profesional, habló de la conquista romana de cántabros y astures, y del origen lebaniego de Pelayo.
El 25 de agosto de 2015, el presidente de la Diputación de León, Juan Martínez Majo, le hace entrega del II premio Peyre Vidal, que conceden los Encuentros Culturales de Celadilla del Páramo, por su «independencia indómita y su exhaustivo conocimiento del terreno», destacando que es «un historiador sin despacho ni horarios».
El 24 de febrero de 2017, el Ateneo Leonés y el Instituto de Investigación y Estudios Leoneses González de Lama, cuya labor principal consiste en la recuperación y el estudio de la historia, la cultura y las tradiciones de la provincia de León, decidieron por unanimidad otorgarle, en su segunda edición, el Premio Alfonso IX, creado para reconocer a personajes o instituciones destacados en la promoción de la historia y los valores de León.
El 11 de agosto de 2018, fue nombrado cronista oficial del Valle de Camaleño en una ceremonia celebrada en la localidad. Tras recibir el nombramiento de manos del alcalde, Martino cerró el ciclo de conferencias que se había iniciado el mes de julio en conmemoración del 1300 aniversario de la proclamación de Pelayo como rey, con la conferencia titulada: Pelayo: De Brez a Covadonga.
El 12 de abril de 2019, la Diputación Provincial de León lo nombró cronista de la provincia de León junto a otros periodistas, catedráticos, historiadores e investigadores en el marco de las celebraciones programadas con motivo del XXV aniversario de la fundación del Instituto Leonés de Cultura, como una forma de «reconocer la labor de veinte cronistas leoneses que han dedicado años de su vida al estudio, el conocimiento, la difusión y la memoria a nivel provincial». El acto se celebró en el Salón de Plenos del Palacio de los Guzmanes, y Martino fue el único entre los homenajeados invitado a sentarse en la mesa presidencial.
El 18 de mayo de 2019, en el Centro Asturiano de Madrid y en colaboración con la Casa de León en Madrid, Martino recibió la «Madreña Astur-Leonesa Transmontana» junto a Carmen Fernández Cuervo, directora del Archivo Histórico Provincial de León durante treinta y cinco años, que recibió la «Madreña Astur-Leonesa Cismontana», dentro de los actos celebrados por la Cátedra de Asturias y León. Según reconoció Carmen Fernández Cuervo en declaraciones a la prensa, Eutimio «fue uno de los primeros clientes del archivo», que empezó a funcionar de manera  más o menos regular al final de la década de los 60 del siglo XX.

## Libros
- La vida del campo. Antología poética grecolatina e hispánica, Pérficit-Colegio de San Estanislao, 1967.
- Aristóteles. El alma y la comparación, Gredos, 1975.
- La montaña de Valdeburón (Biografía de una región leonesa), Universidad Pontificia de Comillas, 1980.
- Roma contra cántabros y astures. Nueva lectura de las fuentes. Sal Terrae, 1982; ILC, 1995 y 2002 (2ª y 3ª ed. corr. y aum.); Cultural Norte, 2012 (4ª ed.).
- Los nombres de la conquista I. Los nombres históricos, Ed. Autor, 1987.
- Hombres de Sajambre. Leyenda de los dos hermanos, ILC, 1987.
- Los nombres de la conquista II. Los términos militares, Ed. Autor, 1989.
- León y las legiones, Ed. Autor, 1992.
- Mitología leonesa de origen romano, ILC, 1995.
- En torno a los Picos de Europa I. Los nombres históricos, ILC, 1998.
- El Molino de la Griega: Mitología leonesa de origen romano, Ed. Autor, 2001.
- En torno a los Picos de Europa II. Nombres de agua. Nombres de lugar, ILC, 2002.
- La huella de las legiones. Roma contra cántabros y astures. Cuadernos de Campo (1-9), Ed. Autor, 2003-2018.[58]
- La rebelión de Pelayo, Ed. Autor, 2007.
- Si yo tuviera pluma, Ed. Autor, 2010.
- Sajambre antiguo, Cultural Norte, 2012.
- San Pedro de Orzales. En la senda del pasado más remoto de Sajambre (en colaboración con Siro Sanz García), Fundación El Arcediano, 2014.
- En torno a Liébana, Editorial Librucos, 2017.